# Kieselgebäude

Kiesel, stadtseitige Fassade, um 1926

Das Druck- und Verlagsgebäude Kiesel ist ein ehemaliger Gewerbebau, das Verlagshaus Rudolf Kiesel (Buch- und Kunstdruckerei R. Kiesel), heute Einkaufs- und Bürogebäude im Salzburger Stadtteil Elisabeth-Vorstadt. Es steht unter Denkmalschutz. 
Nach der markanten Ortslage wird der südlichste Teil der Elisabeth-Vorstadt ortsüblich Kiesel genannt.

## Geschichte

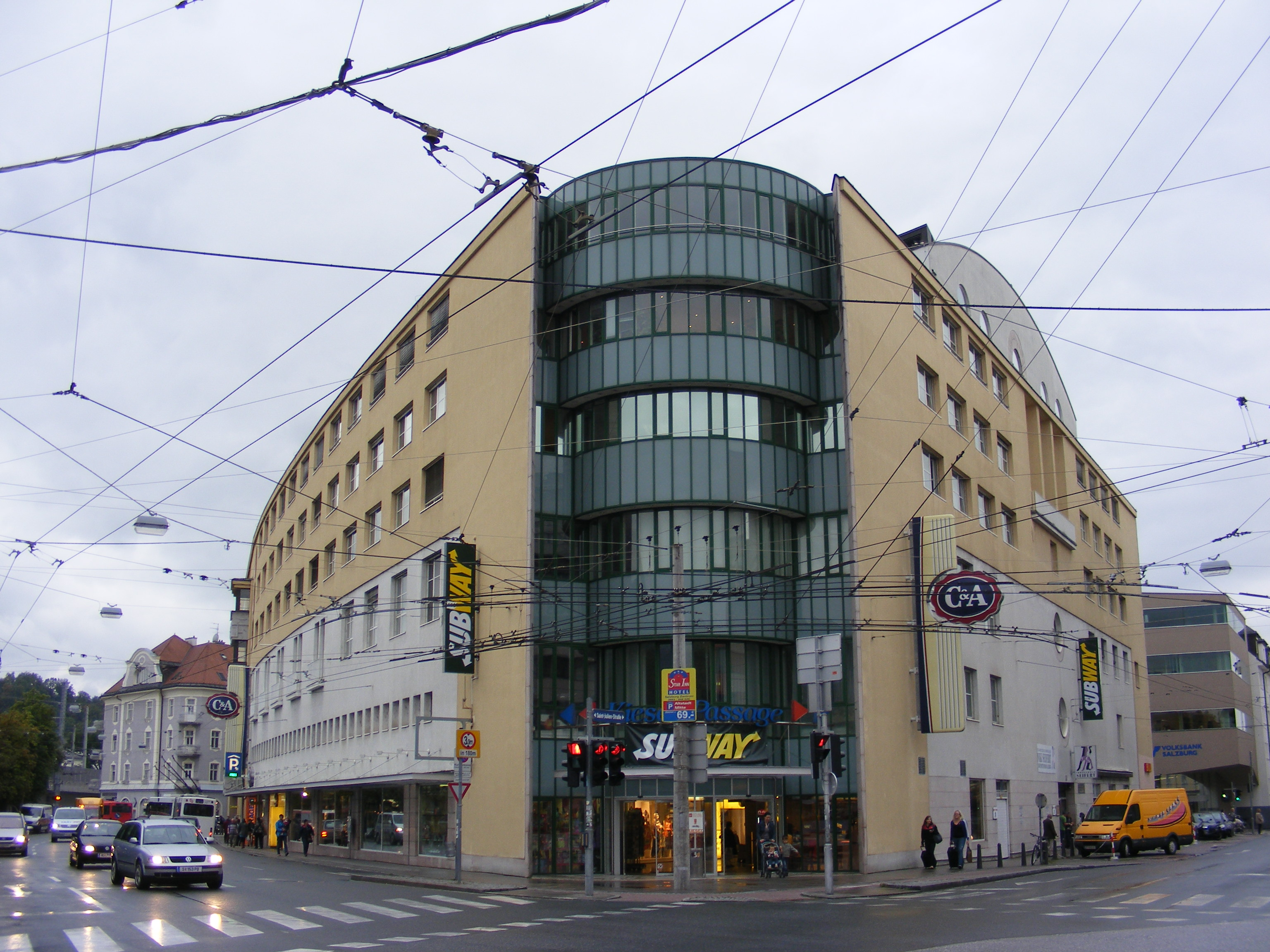
Bahnhofsseitige Fassade mit neuem Portal

Das 1924–26 erbaute Gebäude war ursprünglich ein Druck- und Verlagshaus (Berglandbuch, Tageszeitung Salzburger Volksblatt), in bester Lage in der wachsenden Vorstadt zwischen Neustadt und Hauptbahnhof gelegen. Es ist der dreieckige Häuserblock Rainerstraße, St.-Julien-Straße, Elisabethstraße (Adresse Rainerstraße 19–23). Im Inneren bildet es einen Hof.
Das Haus wurde von Wunibald Deininger geplant und errichtet. 1981 wurde Deininger posthum mit dem Architekturpreis des Landes Salzburg (2. Verleihung nach 1975) geehrt.
Nach der Schließung des Verlags wurde das Gebäude 1987 bis 1989 von Wilhelm Holzbauer umgestaltet, wobei seine denkmalgeschützte markante Vorderfront erhalten blieb.

## Nutzung

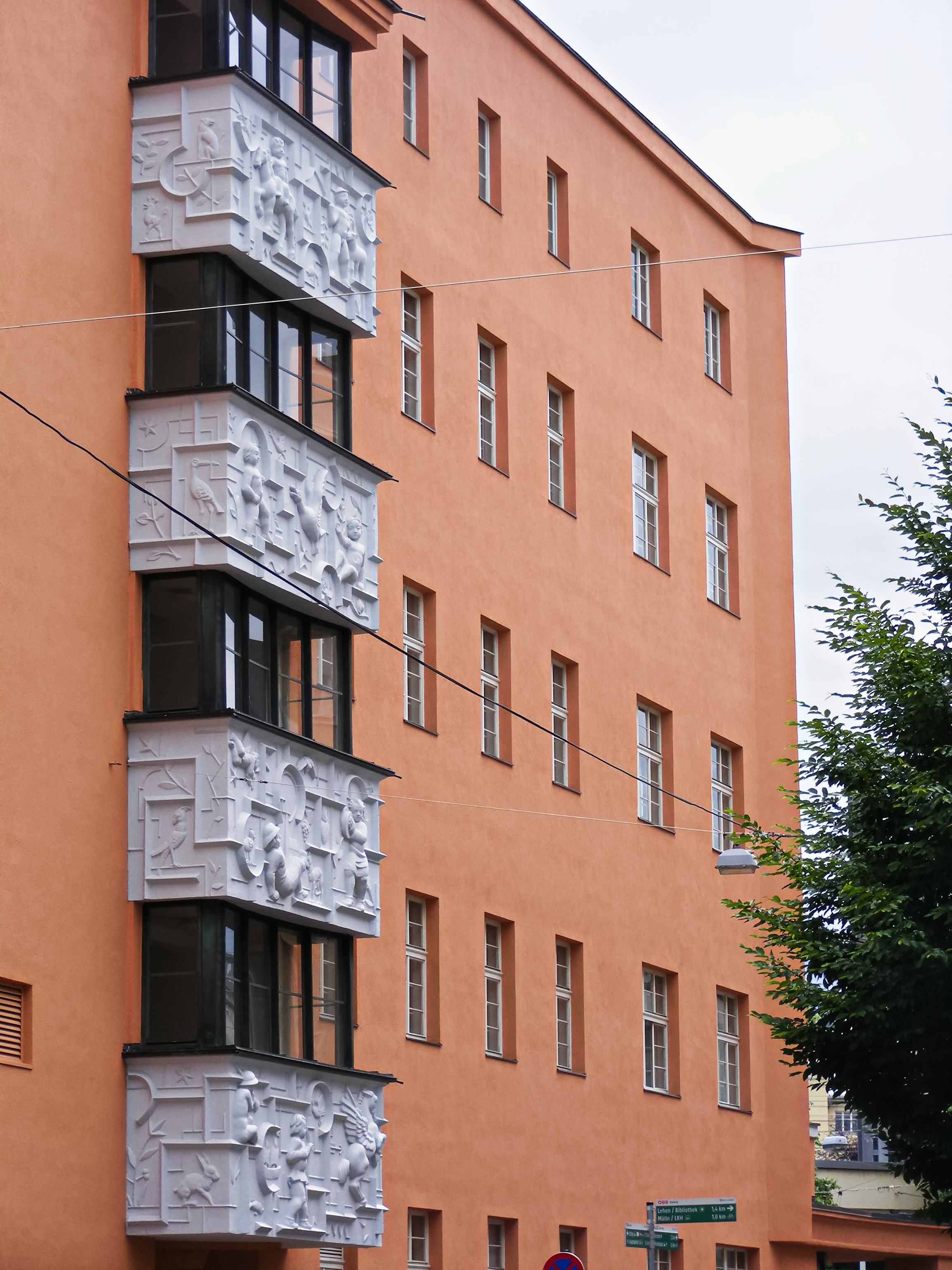
Balkone zur Elisabethstraße

Nach dem Einzug der Berglandpresse ins Haus im Jahr 1930 beherbergte das Gebäude im Erdgeschoß nicht nur die Redaktion des Salzburger Volksblatts, sondern auch die Redaktion der Oberösterreichischen Tageszeitung, die im selben Verlag erschien und sich Satz und Teile des Inhalts mit dem Volksblatt teilte.
Das Gebäude beherbergt heute unter anderem ein kleines Einkaufszentrum und wird darüber mit großen Büroräumen genutzt. Nach dem Umbau befanden sich in den Räumlichkeiten eine Zeitlang auch verschiedene Magistratsabteilungen.

## Nachweise
- Kieselgebäude. In: Salzburger Nachrichten: Salzburgwiki.

Koordinaten: 47° 48′ 37,2″ N, 13° 2′ 32,2″ O